# Soo Teck Zhi
Soo Teck Zhi (* 4. August 1995) ist ein malaysischer Badmintonspieler. 

## Karriere
Soo Teck Zhi nahm 2012 und 2013 an den Badminton-Juniorenweltmeisterschaften teil. Bei den Junioren-Badmintonasienmeisterschaften des letztgenannten Jahres gewann er Gold im Herreneinzel. Des Weiteren startete er bei den Vietnam Open 2012, dem India Open Grand Prix Gold 2012, den Thailand Open 2012 und den Thailand Open 2013. Bei den Malaysian Juniors 2013 wurde er Zweiter im Einzel.